# Canelli
Canelli é uma comuna italiana da região do Piemonte, província de Asti, com cerca de 10.234 habitantes. Estende-se por uma área de 23 km², tendo uma densidade populacional de 445 hab/km². Faz fronteira com Bubbio, Calamandrana, Calosso, Cassinasco, Loazzolo, Moasca, San Marzano Oliveto, Santo Stefano Belbo (CN).

## Demografia
| Variação demográfica do município entre 1861 e 2011                               |
|                                                                                   |
| Fonte: Istituto Nazionale di Statistica (ISTAT) - Elaboração gráfica da Wikipedia |